# Ericiocyathus
Genre
Ericiocyathus est un genre de coraux durs de la famille des Caryophylliidae.

## Liste d'espèces
Selon ITIS (28 juin 2015) et World Register of Marine Species (28 juin 2015) :
- Ericiocyathus echinatus Cairns & Zibrowius, 1997